# Meitetsu Bisai-Linie
| Triebzug der Baureihe 6000 bei Morikami |                           |                                    |                                    |
| Streckenlänge: | 30,9 km                   |                                    |                                    |
| Spurweite: | 1067 mm (Kapspur)         |                                    |                                    |
| Stromsystem: | 1500 V =                  |                                    |                                    |
| Streckengeschwindigkeit: | 100 km/h                  |                                    |                                    |
| Zweigleisigkeit: | Saya–Morikami             |                                    |                                    |
| |                           |                                    |                                    |
| Gesellschaft: | Meitetsu (Nagoya Tetsudō) |                                    |                                    |
| \| \| 0,0 \| Yatomi (弥富) \| 1895– \| \| \| \| Kansai-Hauptlinie \| 1895– \| \| \| 1,2 \| Yatomiguchi (弥富口) \| 1933–2006 \| \| \| \| Higashi-Meihan-Autobahn \| \| \| \| 2,5 \| Gonosan (五ノ三) \| 1924– \| \| \| 4,6 \| Saya (佐屋) \| 1898– \| \| \| 6,6 \| Hibino (日比野) \| 1907– \| \| \| \| Kondo-Spinnerei \| –1967 \| \| \| 7,6 \| Minami-Tsushima (南津島) \| 1924–1969 \| \| \| 8,2 \| Tsushima (津島) \| 1898– \| \| \| \| Depot Tsushima \| –1952 \| \| \| \| Meitetsu Tsushima-Linie \| 1914– \| \| \| 9,3 \| Kanehira (兼平) \| 1924–1944 \| \| \| \| Shinhori-kawa \| \| \| \| 9,6 \| Machikata (町方) \| 1944– \| \| \| \| Ryōnai-gawa \| \| \| \| 11,1 \| Rokuwa (六輪) \| 1899– \| \| \| 12,4 \| Fuchidaka (渕高) \| 1924– \| \| \| 13,4 \| Marubuchi (丸渕) \| 1899– \| \| \| 14,7 \| Kami-Marubuchi (上丸渕) \| 1899– \| \| \| 16,2 \| Morikami (森上) \| 1899– \| \| \| \| Takasaki Sanko \| –1978 \| \| \| 17,3 \| Yamazaki (山崎) \| 1930– \| \| \| 18,7 \| Tamano (玉野) \| 1924– \| \| \| \| Nikkō-gawa \| \| \| \| \| Tōkaidō-Shinkansen \| 1964– \| \| \| 20,2 \| Hagiwara (萩原) \| 1899– \| \| \| 21,3 \| Futago (二子) \| 1924– \| \| \| \| Meishin-Autobahn \| \| \| \| 22,5 \| Kariyasuka (苅安賀) \| 1900– \| \| \| \| Tōkai-Hokuriku-Autobahn \| \| \| \| 23,2 \| Kannonji (観音寺) \| 1928– \| \| \| \| Meitetsu Nagoya-Hauptlinie \| 1900– \| \| \| \| Tōkaidō-Hauptlinie \| 1886– \| \| \| 25,3 \| Meitetsu Ichinomiya (名鉄一宮) \| 1900– \| \| \| \| links: Owari-Ichinomiya (尾張一宮) \| \| \| \| \| Meitetsu Nagoya-Hauptlinie \| 1928– \| \| \| \| Meitetsu Okoshi-Linie \| 1924–1952 \| \| \| 26,0 \| Nishi-Ichinomiya (西一宮) \| 1914– \| \| \| \| Nikkō-gawa \| \| \| \| 27,0 \| Nishi-Miyaushiro (西宮後) \| 1924–1969 \| \| \| \| Tōkai-Hokuriku-Autobahn \| \| \| \| 28,1 \| Kaimei (開明) \| 1914– \| \| \| \| Nobu-gawa \| \| \| \| 29,4 \| Okuchō (奥町) \| 1914– \| \| \| 30,9 \| Tamanoi (玉ノ井) \| 1914– \| \| \| 32,7 \| Satokomaki (里小牧) \| 1922–1959 \| \| \| 33,8 \| Kisogawabashi (木曽川橋) \| 1914–1959 \| \| \| 34,7 \| Kisogawakō (木曽川港) \| 1918–1959 \| \| \| \| \| \| |                           |                                    |                                    |
| Kopfbahnhof Streckenanfang · Bahnhof | 0,0                       | Yatomi (弥富)                      | 1895–                              |
| Strecke · Strecke nach links |                           | Kansai-Hauptlinie                  | 1895–                              |
| ehemaliger Haltepunkt / Haltestelle | 1,2                       | Yatomiguchi (弥富口)               | 1933–2006                          |
| Strecke mit Straßenbrücke |                           | Higashi-Meihan-Autobahn            | Higashi-Meihan-Autobahn            |
| Haltepunkt / Haltestelle | 2,5                       | Gonosan (五ノ三)                   | 1924–                              |
| Bahnhof | 4,6                       | Saya (佐屋)                        | 1898–                              |
| Bahnhof | 6,6                       | Hibino (日比野)                    | 1907–                              |
| Abzweig geradeaus und ehemals nach links · Betriebsstelle Streckenende und quer (Strecke außer Betrieb) |                           | Kondo-Spinnerei                    | –1967                              |
| ehemaliger Haltepunkt / Haltestelle | 7,6                       | Minami-Tsushima (南津島)           | 1924–1969                          |
| Bahnhof | 8,2                       | Tsushima (津島)                    | 1898–                              |
| Abzweig geradeaus und ehemals nach links · Betriebsstelle Streckenende und quer (Strecke außer Betrieb) |                           | Depot Tsushima                     | –1952                              |
| Abzweig geradeaus und nach rechts |                           | Meitetsu Tsushima-Linie            | 1914–                              |
| ehemaliger Haltepunkt / Haltestelle | 9,3                       | Kanehira (兼平)                    | 1924–1944                          |
| Brücke über Wasserlauf |                           | Shinhori-kawa                      | Shinhori-kawa                      |
| Bahnhof | 9,6                       | Machikata (町方)                   | 1944–                              |
| Brücke über Wasserlauf |                           | Ryōnai-gawa                        | Ryōnai-gawa                        |
| Bahnhof | 11,1                      | Rokuwa (六輪)                      | 1899–                              |
| Bahnhof | 12,4                      | Fuchidaka (渕高)                   | 1924–                              |
| Bahnhof | 13,4                      | Marubuchi (丸渕)                   | 1899–                              |
| Bahnhof | 14,7                      | Kami-Marubuchi (上丸渕)            | 1899–                              |
| Bahnhof | 16,2                      | Morikami (森上)                    | 1899–                              |
| Abzweig geradeaus und ehemals nach links · Betriebsstelle Streckenende und quer (Strecke außer Betrieb) |                           | Takasaki Sanko                     | –1978                              |
| Haltepunkt / Haltestelle | 17,3                      | Yamazaki (山崎)                    | 1930–                              |
| Haltepunkt / Haltestelle | 18,7                      | Tamano (玉野)                      | 1924–                              |
| Brücke über Wasserlauf |                           | Nikkō-gawa                         | Nikkō-gawa                         |
| Kreuzung geradeaus unten |                           | Tōkaidō-Shinkansen                 | 1964–                              |
| Bahnhof | 20,2                      | Hagiwara (萩原)                    | 1899–                              |
| Haltepunkt / Haltestelle | 21,3                      | Futago (二子)                      | 1924–                              |
| Strecke mit Straßenbrücke |                           | Meishin-Autobahn                   | Meishin-Autobahn                   |
| Bahnhof | 22,5                      | Kariyasuka (苅安賀)                | 1900–                              |
| Strecke mit Straßenbrücke |                           | Tōkai-Hokuriku-Autobahn            | Tōkai-Hokuriku-Autobahn            |
| Haltepunkt / Haltestelle | 23,2                      | Kannonji (観音寺)                  | 1928–                              |
| Abzweig geradeaus und von rechts |                           | Meitetsu Nagoya-Hauptlinie         | 1900–                              |
| Strecke von rechts · Strecke |                           | Tōkaidō-Hauptlinie                 | 1886–                              |
| Bahnhof · Bahnhof · U-Bahn-Haltepunkt / Haltestelle Streckenanfang (Strecke außer Betrieb) | 25,3                      | Meitetsu Ichinomiya (名鉄一宮)     | 1900–                              |
| Strecke nach rechts · Abzweig mit U-Bahn geradeaus und ehemals von links · U-Bahn-Strecke nach rechts (außer Betrieb) |                           | links: Owari-Ichinomiya (尾張一宮) | links: Owari-Ichinomiya (尾張一宮) |
| Abzweig geradeaus und nach rechts |                           | Meitetsu Nagoya-Hauptlinie         | 1928–                              |
| Abzweig mit U-Bahn geradeaus und ehemals nach links · U-Bahn-Strecke quer (außer Betrieb) |                           | Meitetsu Okoshi-Linie              | 1924–1952                          |
| Haltepunkt / Haltestelle | 26,0                      | Nishi-Ichinomiya (西一宮)          | 1914–                              |
| Brücke über Wasserlauf |                           | Nikkō-gawa                         | Nikkō-gawa                         |
| ehemaliger Haltepunkt / Haltestelle | 27,0                      | Nishi-Miyaushiro (西宮後)          | 1924–1969                          |
| Strecke mit Straßenbrücke |                           | Tōkai-Hokuriku-Autobahn            | Tōkai-Hokuriku-Autobahn            |
| Haltepunkt / Haltestelle | 28,1                      | Kaimei (開明)                      | 1914–                              |
| Brücke über Wasserlauf |                           | Nobu-gawa                          | Nobu-gawa                          |
| Haltepunkt / Haltestelle | 29,4                      | Okuchō (奥町)                      | 1914–                              |
| Kopfbahnhof Strecke ab hier außer Betrieb | 30,9                      | Tamanoi (玉ノ井)                   | 1914–                              |
| Haltepunkt / Haltestelle (Strecke außer Betrieb) | 32,7                      | Satokomaki (里小牧)                | 1922–1959                          |
| Haltepunkt / Haltestelle (Strecke außer Betrieb) | 33,8                      | Kisogawabashi (木曽川橋)           | 1914–1959                          |
| Abzweig geradeaus und von links (Strecke außer Betrieb) · Betriebs-/Güterbahnhof Streckenende und quer (Strecke außer Betrieb) | 34,7                      | Kisogawakō (木曽川港)              | 1918–1959                          |
| |                           |                                    |                                    |

Die Meitetsu Bisai-Linie (jap. 名鉄尾西線, Meitetsu Bisai-sen) ist eine Eisenbahnstrecke auf der japanischen Insel Honshū, die von der Bahngesellschaft Meitetsu (Nagoya Tetsudō) betrieben wird. Westlich von Nagoya, der Hauptstadt der Präfektur Aichi, durchquert sie die Nōbi-Ebene von Süden nach Norden und verbindet dabei Yatomi mit Ichinomiya.

## Streckenbeschreibung
Die 30,9 km lange Strecke ist in Kapspur (1067 mm) verlegt und mit 1500 V Gleichspannung verlegt. Es werden 22 Bahnhöfe bedient, die Höchstgeschwindigkeit beträgt 100 km/h. Der südliche Ausgangspunkt ist der Bahnhof Yatomi, der knapp unterhalb des Meeresspiegels liegt und wo auf die Kansai-Hauptlinie umgestiegen werden kann. Durch die weitläufige Küstenebene der Ise-Bucht verläuft die Strecke nordwärts, einige Kilometer östlich des Flusses Kiso. Im Bahnhof Tsushima zweigt die Meitetsu Tsushima-Linie in Richtung Nagoya ab. Die Bisai-Linie verläuft weiterhin in überwiegend nördlicher und nordöstlicher Richtung, unterquert die Trasse der Tōkaidō-Shinkansen und trifft im Bahnhof Meitetsu Ichinomiya auf die Meitetsu Nagoya-Hauptlinie. Dort wendet sie sich nach Nordwesten und erreicht schließlich den Bahnhof Tamanoi. Der Streckenabschnitt zwischen Saya und Morikami ist zweigleisig, ansonsten ist die Bisai-Linie eingleisig.

## Zugangebot
In betrieblicher Hinsicht ist die Meitetsu Bisai-Linie dreigeteilt; es gibt keine durchgehenden Zugverbindungen über die gesamte Länge der Strecke.
Der südlichste Abschnitt zwischen Yatomi und Bahnhof Tsushima ist vollständig in den Fahrplan der Meitetsu Tsushima-Linie eingebunden. Tagsüber gibt es zwei sich überlappende Zugläufe, einerseits von Yatomi über Tsushima, Sukaguchi, Meitetsu Nagoya und Chiryū nach Kira Yoshida, andererseits von Saya über Tsushima, Sukaguchi und Meitetsu Nagoya nach Toyoake. Zusammen ergeben sie einen Viertelstundentakt. Während der Hauptverkehrszeit kommen mehrere Semi Express hinzu, die zwischen Saya und Meitetsu Nagoya mehrere Zwischenbahnhöfe überspringen und weiter nach Toyoake oder zum Flughafen Chūbu verkehren.
Zwischen Tsushima und Meitetsu Ichinomiya gibt es einen Viertelstundentakt, der über Mittag und spätabends zwischen Tsushima und Morikawa auf einen Halbstundentakt reduziert wird. Außerdem verkehrt zwischen Meitetsu Ichinomiya und Tamanoi ein separater Zug im Halbstundentakt.

## Bilder

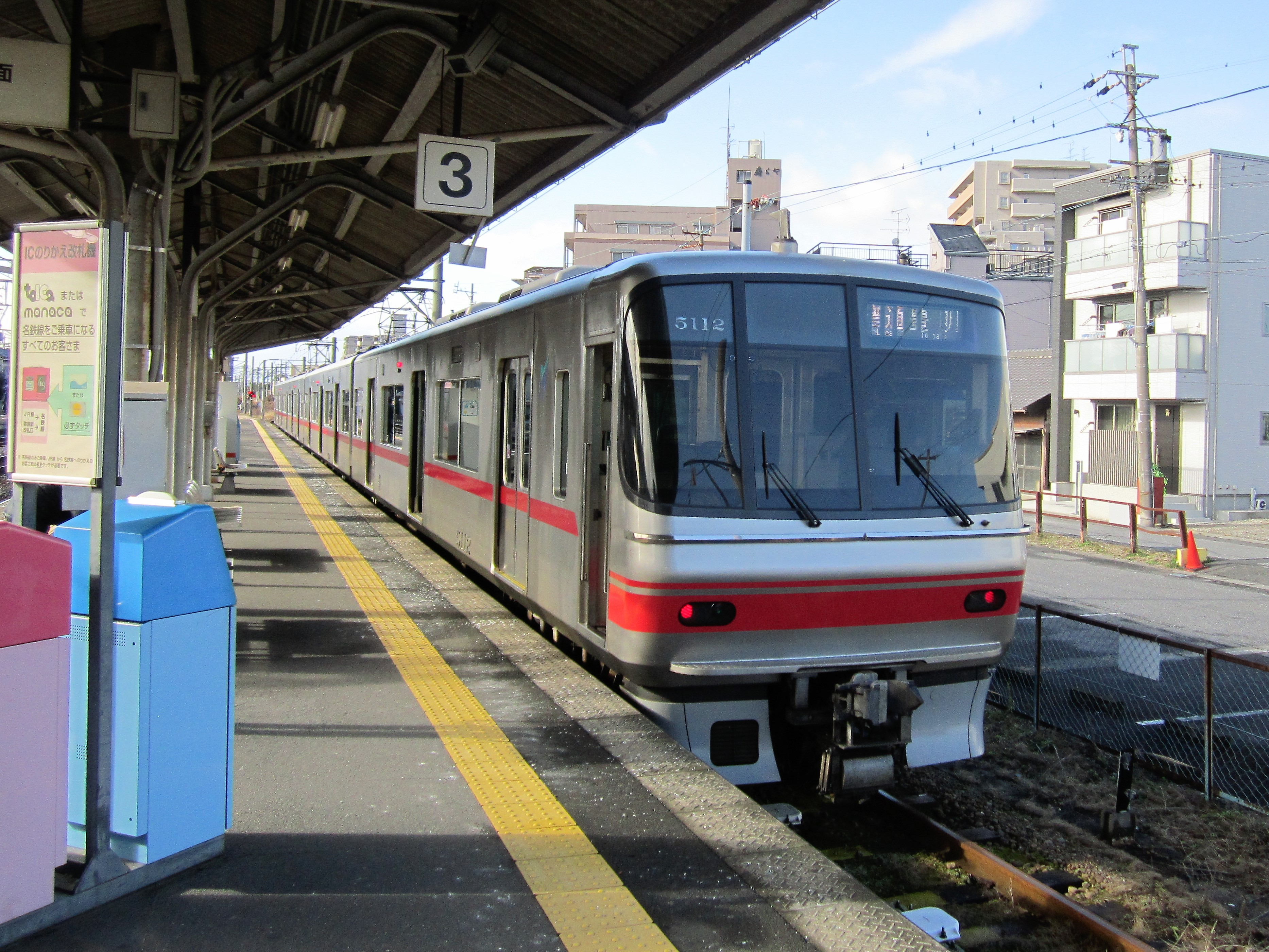
Triebzug der Baureihe 5000 im Bahnhof Yatomi
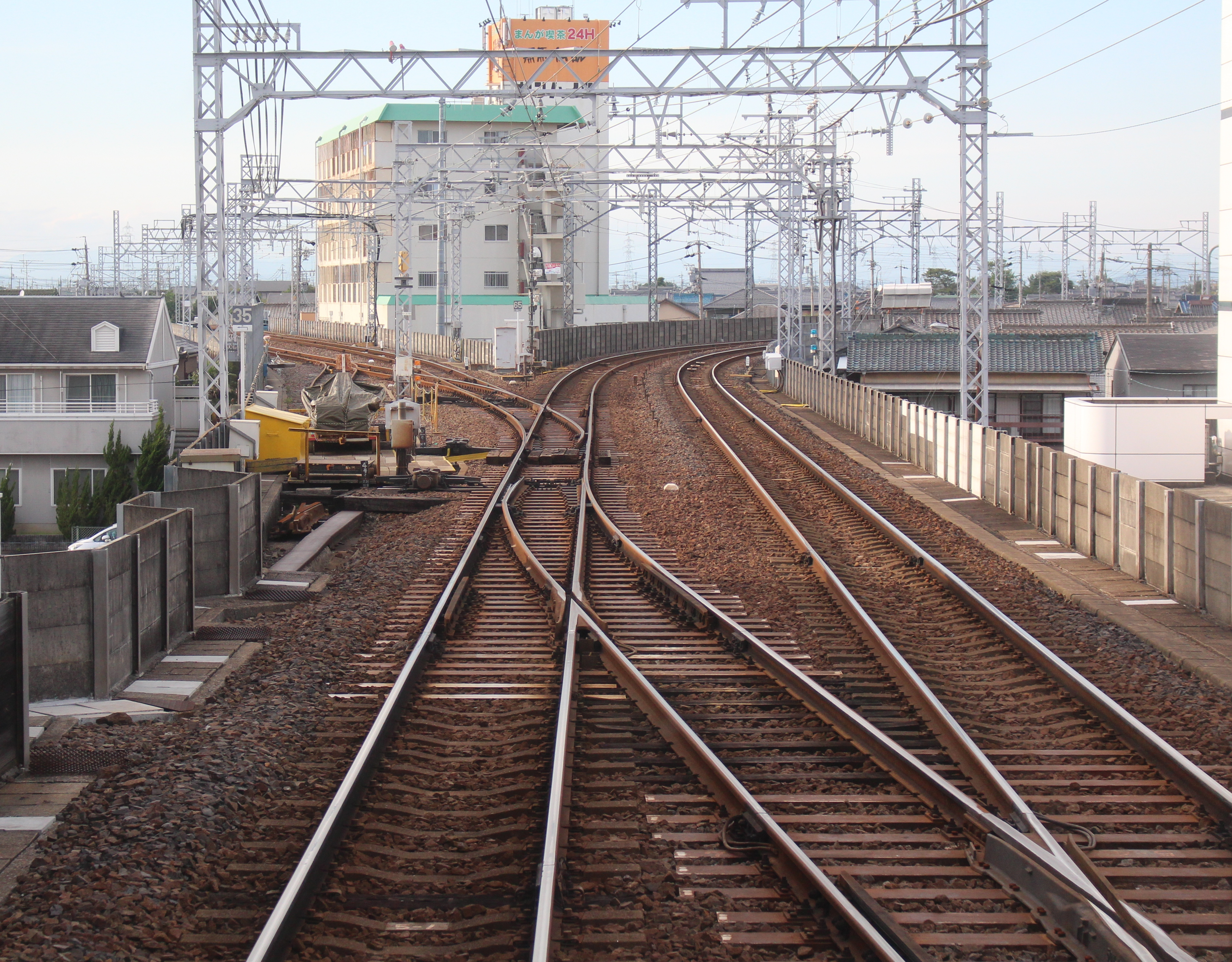
Verzweigung von Bisai-Linie (links) und Tsushima-Linie
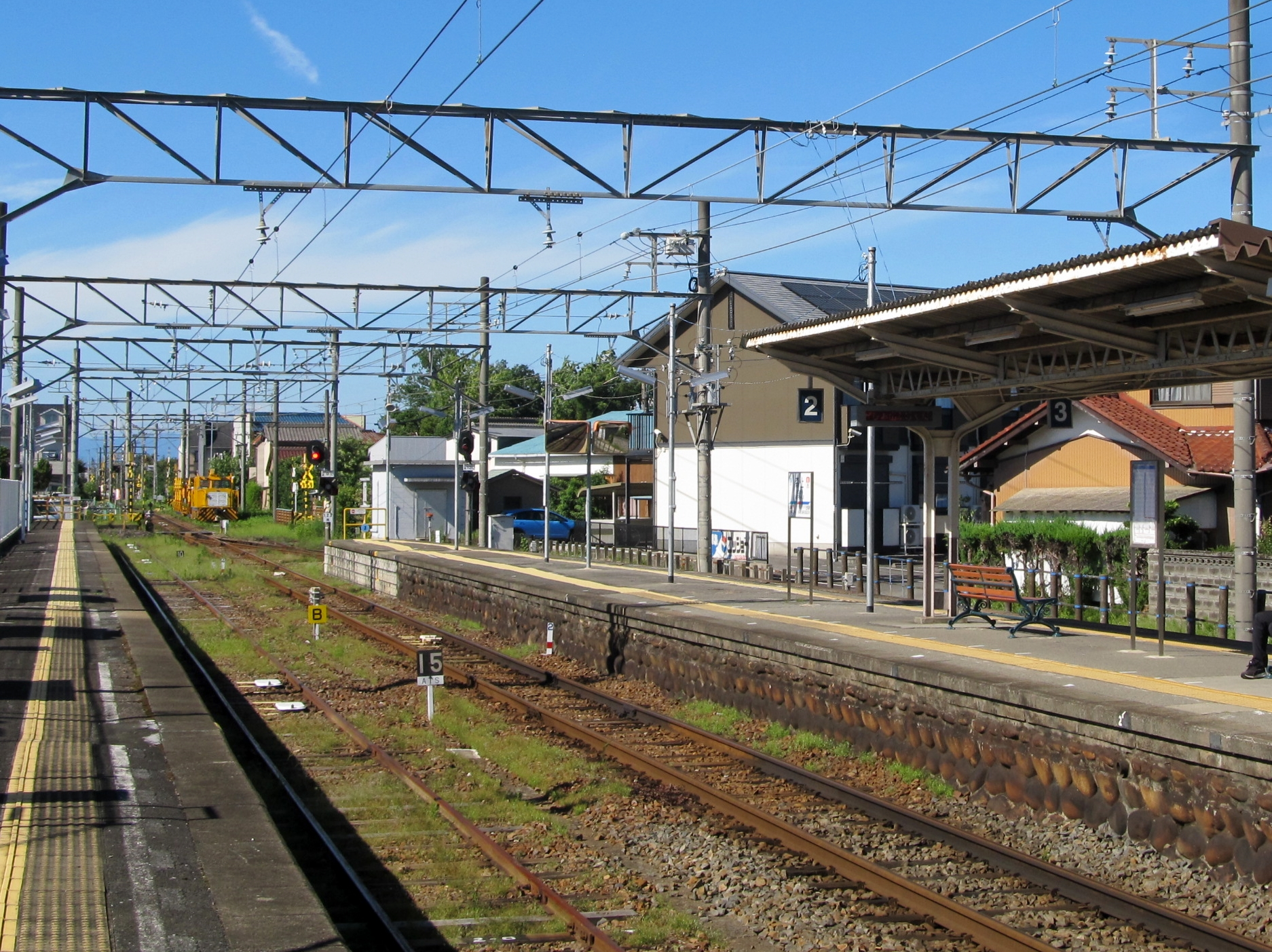
Bahnhof Morikami
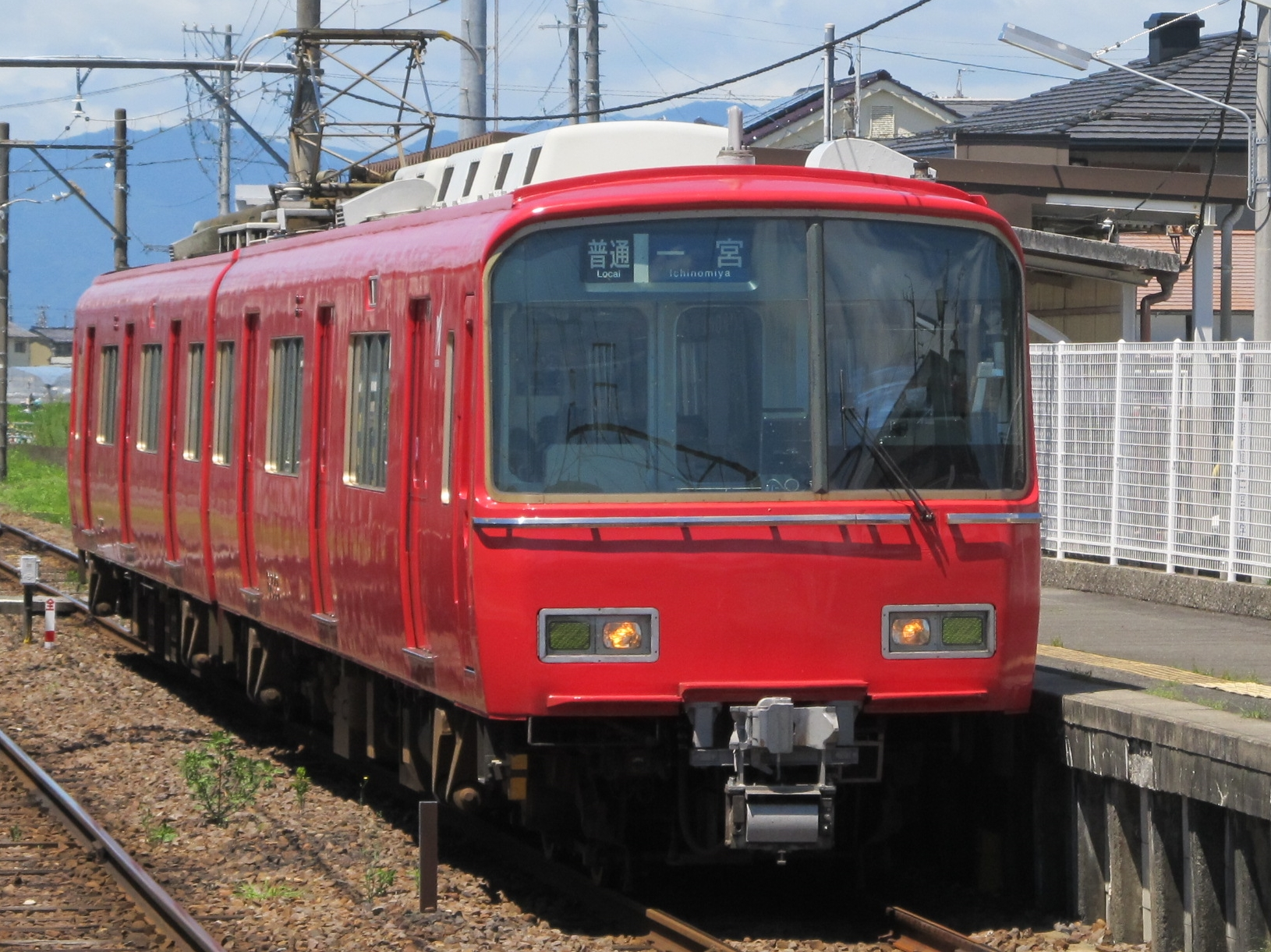
Triebzug der Baureihe 6800 bei Kariyasuka
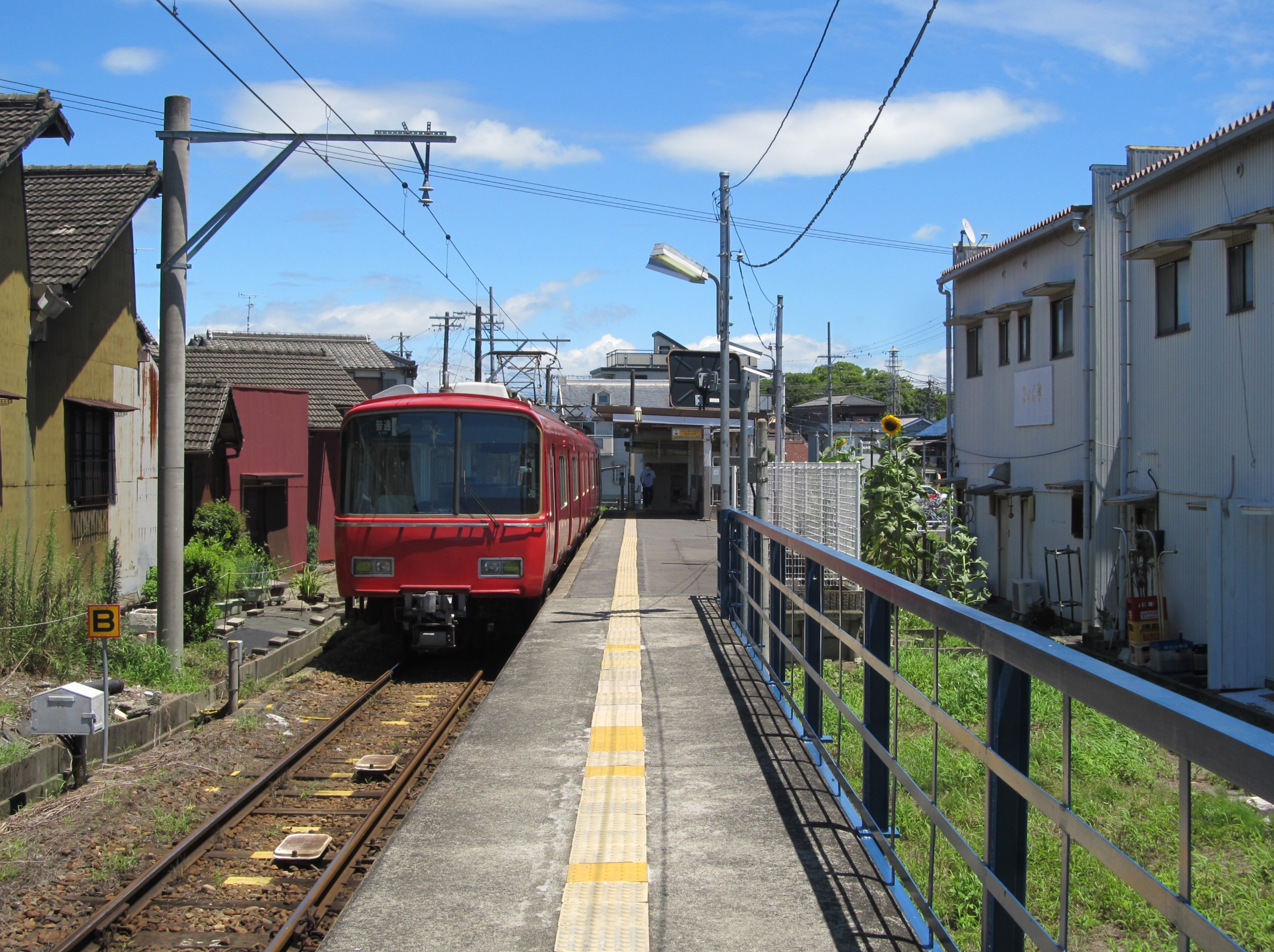
Bahnhof Tamanoi

## Geschichte

Emblem der Bisai Tetsudō

In der ersten Hälfte der 1890er Jahre entstand entlang der Westküste der Ise-Bucht die Kansai-Hauptlinie. Der einflussreichen Bahngesellschaft Kansai Tetsudō gelang es dabei, konkurrierende Projekte zu verhindern, unter anderem eine Direktverbindung zwischen den Städten Tsushima und Nagoya. Ein Komitee von Landbesitzer aus dem westlichen Teil der Region Owari strebte danach, zumindest eine Anschlussstrecke von Tsushima nach Yatomi zu errichten. Sie sollte einerseits die regionale Textilindustrie fördern, andererseits Pilger zum Tsushima-Schrein bringen; danach war eine Weiterführung in Richtung Ichinomiya an der Tōkaidō-Hauptlinie vorgesehen. Das Komitee beantragte 1894 eine Lizenz zum Bau einer Bahnstrecke mit einer Spurweite von 762 mm (später auf 1067 mm geändert). Die Regierung erteilte diese zwei Jahre später, worauf im Juni 1896 die Gründung der Bahngesellschaft Bisai Tetsudō mit Sitz in Tsushima erfolgte.

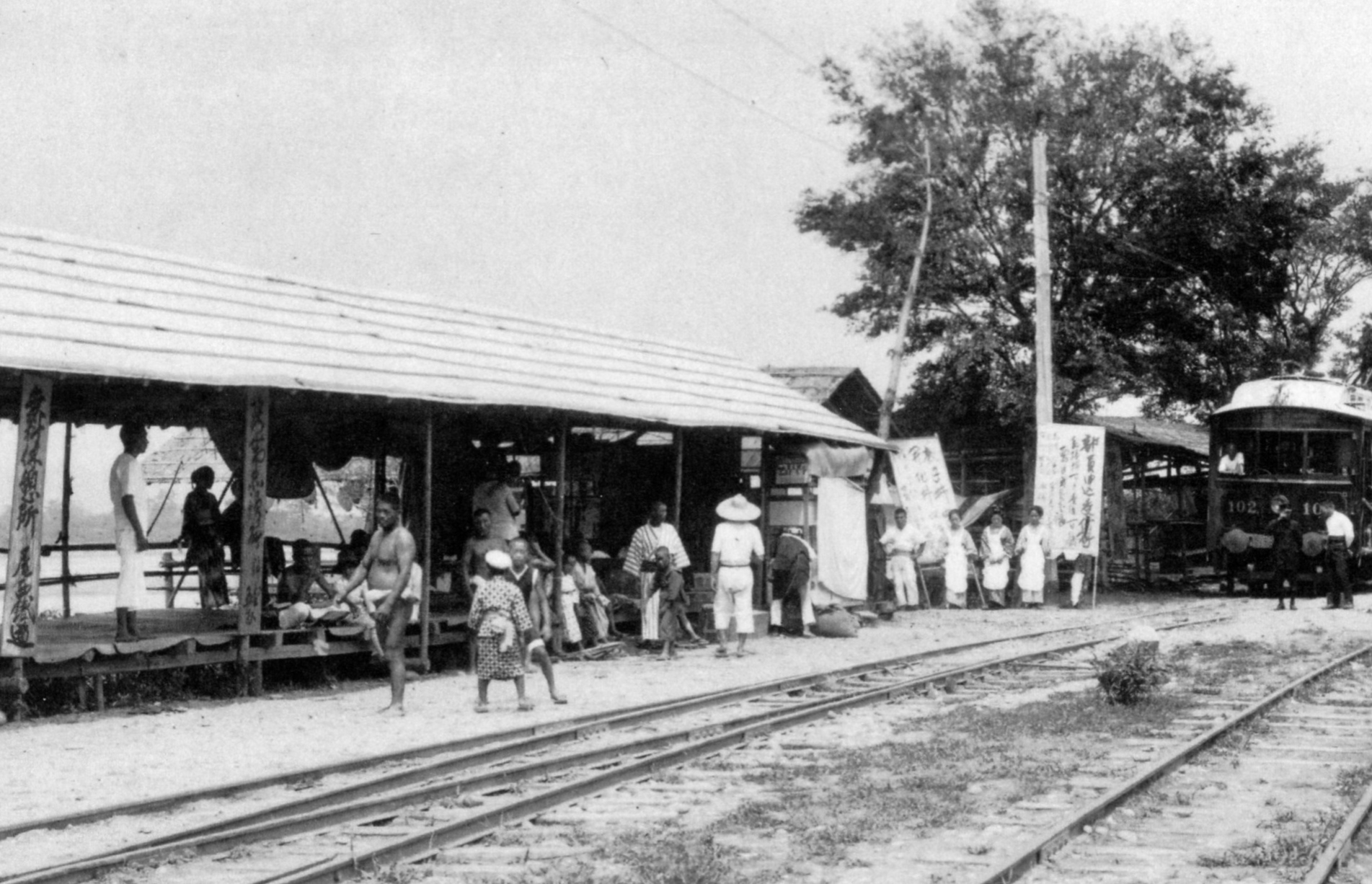
Bahnhof Kisogawakō (1922)

Anfänglich gab es einige Einwände gegen die Strecke, insbesondere wegen der aus den Schornsteinen der Dampflokomotiven austretenden Funken, doch die Bauarbeiten schritten bald voran und am 3. April 1898 ging das erste Teilstück zwischen den Bahnhöfen Yatomi und Tsushima in Betrieb. In rascher Folge kamen Streckenverlängerungen hinzu: am 17. Februar 1899 von Tsushima nach Morikami, am 18. Juli 1899 von Morikami bis Hagiwara und am 24. Januar 1900 von Hagiwara bis Shin-Ichinomiya (heute Meitetsu Ichinomiya).
Ein Jahrzehnt später strebte die Bisai Tetsudō eine Verbindung in Richtung Gifu an und ersuchte um eine entsprechende Lizenz, die 1912 erteilt wurde. Am 4. August 1914 nahm sie den Streckenabschnitt von Shin-Ichinomiya nach Kisogawabashi in Betrieb. Dort befand sich eine Brücke über den Fluss Kiso, über die man nach Kasamatsu gelangen konnte, von wo aus die Takehana-Linie der Mino Denki Kidō nach Gifu führte. Am 1. Mai 1918 kam der ausschließlich für den Güterverkehr genutzte Abschnitt zwischen Kisogawabashi und dem Flusshafen von Kisogawakō hinzu. Es folgte die Elektrifizierung der Strecke in vier Etappen: am 10. Juli 1922 zwischen Kisogawakō und Shin-Ichinomiya, am 28. Dezember 1922 zwischen Shin-Ichinomiya und Morikami, am 14. Februar 1923 zwischen Morikami und Tsushima sowie am 28. November 1923 zwischen Tsushima und Yatomi.
Durch Übernahme ging die Bisai Tetsudō am 1. August 1925 in der Nagoya Tetsudō auf. 1930 folgte deren Fusion mit der Meigi Tetsudō, ab 1935 war die Meitetsu zuständig. Um die Rationierungsmaßnahmen während des Pazifikkriegs zu unterstützen, stufte das Eisenbahnministerium verschiedene Nebenstrecken als „nicht dringlich“ ein und verfügte die Betriebseinstellung. Von dieser Maßnahme betroffen war am 21. März 1944 auch das Teilstück Okuchō–Kisogawakō der Bisai-Linie. Siebeneinhalb Jahre später machte die Meitetsu dies teilweise wieder rückgängig, als sie am 28. Dezember 1951 den Abschnitt Okuchō–Tamanoi wiedereröffnete. Sie erhöhte auch die Oberleitungsspannung von 600 auf 1500 V, zunächst am 12. Mai 1948 zwischen Yatomi und Tsushima, dann am 14. Dezember 1952 zwischen Tsushima und Tamanoi.
Eine durch den Taifun Vera verursachte Sturmflut am 26. September 1959, die insbesondere die Meitetsu Tsushima-Linie heimsuchte, richtete auch an der Bisai-Linie erhebliche Schäden an. Am 1. Oktober waren die Wiederherstellungsarbeiten zwischen Tamanoi und Machikata abgeschlossen, am 14. Oktober zwischen Machikata und Tsushima sowie am 23. November zwischen Tsushima und Yatomi. Acht Jahre später begann die Meitetsu, einen Teil der Bisai-Linie zweigleisig auszubauen. Der Abschnitt Saya–Tsushima war ab 17. Dezember 1967 doppelspurig befahrbar, der Abschnitt Tsushima–Rokuwa ab 1. April 1972 und der Abschnitt Rukuwa–Morikami ab 17. März 1974. Zum Schutz vor den häufig auftretenden Hochwasserereignissen verlegte man das Teilstück zwischen Yatomi und Gonosan am 9. April 1983 auf einen Viadukt.
Der Bahnsteig der Bisai-Linie im Bahnhof Shin-Ichinomiya wurde am 27. November 1994 ebenfalls höhergelegt, worauf der nach Tamanoi führende Streckenteil vorübergehend von der übrigen Strecke isoliert war. Es gab zunächst Überlegungen, den Abschnitt zwischen Shin-Ichinomiya und Tamanoi stillzulegen, doch die Meitetsu änderte ihre Haltung und nahm auch dort eine Höherlegung der Trasse vor. So war die unterbrochene Bisai-Linie ab 29. Juli 1995 wieder durchgehend befahrbar.

## Liste der Bahnhöfe
| \| Name \| Name \| km \| Anschlusslinien \| Lage \| Ort \| \| ---- \| ------------------------------ \| ---- \| ----------------------------------------------------------------------- \| ------ \| ---------- \| \| TB11 \| Yatomi (弥富) \| 00,0 \| Kansai-Hauptlinie im Bhf. Kintetsu Yatomi: Kintetsu Nagoya-Linie \| Koord. \| Yatomi \| \| TB10 \| Gonosan (五ノ三) \| 02,5 \| \| Koord. \| Yatomi \| \| TB09 \| Saya (佐屋) \| 04,6 \| \| Koord. \| Aisai \| \| TB08 \| Hibino (日比野) \| 06,6 \| \| Koord. \| Aisai \| \| TB07 \| Tsushima (津島) \| 08,2 \| Meitetsu Tsushima-Linie \| Koord. \| Tsushima \| \| BS01 \| Machikata (町方) \| 09,6 \| \| Koord. \| Aisai \| \| BS02 \| Rokuwa (六輪) \| 11,1 \| \| Koord. \| Inazawa \| \| BS03 \| Fuchidaka (渕高) \| 12,4 \| \| Koord. \| Aisai \| \| BS04 \| Marubuchi (丸渕) \| 13,4 \| \| Koord. \| Inazawa \| \| BS05 \| Kami-Marubuchi (上丸渕) \| 14,7 \| \| Koord. \| Inazawa \| \| BS06 \| Morikami (森上) \| 16,2 \| \| Koord. \| Inazawa \| \| BS07 \| Yamazaki (山崎) \| 17,3 \| \| Koord. \| Inazawa \| \| BS08 \| Tamano (玉野) \| 18,7 \| \| Koord. \| Ichinomiya \| \| BS09 \| Hagiwara (萩原) \| 20,2 \| \| Koord. \| Ichinomiya \| \| BS10 \| Futago (二子) \| 21,3 \| \| Koord. \| Ichinomiya \| \| BS11 \| Kariyasuka (苅安賀) \| 22,5 \| \| Koord. \| Ichinomiya \| \| BS12 \| Kannonji (観音寺) \| 23,2 \| \| Koord. \| Ichinomiya \| \| NH50 \| Meitetsu Ichinomiya (名鉄一宮) \| 25,3 \| Meitetsu Nagoya-Hauptlinie im Bhf. Owari-Ichinomiya: Tōkaidō-Hauptlinie \| Koord. \| Ichinomiya \| \| BS21 \| Nishi-Ichinomiya (西一宮) \| 26,0 \| \| Koord. \| Ichinomiya \| \| BS22 \| Kaimei (開明) \| 28,1 \| \| Koord. \| Ichinomiya \| \| BS23 \| Okuchō (奥町) \| 29,4 \| \| Koord. \| Ichinomiya \| \| BS24 \| Tamanoi (玉ノ井) \| 30,9 \| \| Koord. \| Ichinomiya \| |                                |      |                                                                         |        |            |
| Name | Name                           | km   | Anschlusslinien                                                         | Lage   | Ort        |
| TB11 | Yatomi (弥富)                  | 00,0 | Kansai-Hauptlinie im Bhf. Kintetsu Yatomi: Kintetsu Nagoya-Linie        | Koord. | Yatomi     |
| TB10 | Gonosan (五ノ三)               | 02,5 |                                                                         | Koord. | Yatomi     |
| TB09 | Saya (佐屋)                    | 04,6 |                                                                         | Koord. | Aisai      |
| TB08 | Hibino (日比野)                | 06,6 |                                                                         | Koord. | Aisai      |
| TB07 | Tsushima (津島)                | 08,2 | Meitetsu Tsushima-Linie                                                 | Koord. | Tsushima   |
| BS01 | Machikata (町方)               | 09,6 |                                                                         | Koord. | Aisai      |
| BS02 | Rokuwa (六輪)                  | 11,1 |                                                                         | Koord. | Inazawa    |
| BS03 | Fuchidaka (渕高)               | 12,4 |                                                                         | Koord. | Aisai      |
| BS04 | Marubuchi (丸渕)               | 13,4 |                                                                         | Koord. | Inazawa    |
| BS05 | Kami-Marubuchi (上丸渕)        | 14,7 |                                                                         | Koord. | Inazawa    |
| BS06 | Morikami (森上)                | 16,2 |                                                                         | Koord. | Inazawa    |
| BS07 | Yamazaki (山崎)                | 17,3 |                                                                         | Koord. | Inazawa    |
| BS08 | Tamano (玉野)                  | 18,7 |                                                                         | Koord. | Ichinomiya |
| BS09 | Hagiwara (萩原)                | 20,2 |                                                                         | Koord. | Ichinomiya |
| BS10 | Futago (二子)                  | 21,3 |                                                                         | Koord. | Ichinomiya |
| BS11 | Kariyasuka (苅安賀)            | 22,5 |                                                                         | Koord. | Ichinomiya |
| BS12 | Kannonji (観音寺)              | 23,2 |                                                                         | Koord. | Ichinomiya |
| NH50 | Meitetsu Ichinomiya (名鉄一宮) | 25,3 | Meitetsu Nagoya-Hauptlinie im Bhf. Owari-Ichinomiya: Tōkaidō-Hauptlinie | Koord. | Ichinomiya |
| BS21 | Nishi-Ichinomiya (西一宮)      | 26,0 |                                                                         | Koord. | Ichinomiya |
| BS22 | Kaimei (開明)                  | 28,1 |                                                                         | Koord. | Ichinomiya |
| BS23 | Okuchō (奥町)                  | 29,4 |                                                                         | Koord. | Ichinomiya |
| BS24 | Tamanoi (玉ノ井)               | 30,9 |                                                                         | Koord. | Ichinomiya |